# Lord River
Lord River är ett vattendrag i Kanada.   Det ligger i provinsen British Columbia, i den sydvästra delen av landet, 3 500 km väster om huvudstaden Ottawa. Lord River ligger vid sjön Upper Taseko Lake.
Trakten runt Lord River består i huvudsak av gräsmarker. Trakten runt Lord River är nära nog obefolkad, med mindre än två invånare per kvadratkilometer.